# Круглое (Ровненский район)
Круглое (укр. Кругле) — село в Белокриницкой сельской общине Ровненского района Ровненской области Украины.
Население по переписи 2001 года составляло 74 человека. Почтовый индекс — 35341. Телефонный код — 362. Код КОАТУУ — 5624683003.